# 坂内川
坂内川（さかうちがわ）は、木曽川水系の一級河川。岐阜県揖斐郡揖斐川町を流れる。揖斐川を経て伊勢湾に至る木曽川の2次支川。

## 地理
両白山地の西端、岐阜県・滋賀県・福井県境にそびえる三国岳（標高1,209m）が水源。八草川、浅又川、白川などを合流し、揖斐川町西横山の奥いび湖（横山ダムの人造湖）で揖斐川に合流する。
全長18.445km。水源付近に水乞い伝説や泉鏡花の小説で有名な夜叉ヶ池がある。坂内川とその支流の八草川の谷沿いに国道303号が走っている。

## 主な支流
一級河川のみ、下流側から順に記載。
- 白川
- 大谷川
- 広瀬浅又川

## 主な橋
並行区間が多い国道303号は、新大橋・夜叉礼水橋・なかとら橋・サガド橋・上サガド橋・恵比寿橋・帯流し橋・機具岩橋・筬掛橋・下出橋・新村乃内橋などが架かる。

## 主なダム
- 神岳ダム